# Héctor Gómez Hernández
Héctor José Gómez Hernández (ur. 16 listopada 1978 w Santa Cruz de Tenerife) – hiszpański polityk i samorządowiec, parlamentarzysta, w 2023 minister przemysłu, handlu i turystyki.

## Życiorys
Absolwent wyższej szkoły turystyki, ukończył również studia prawnicze. W 2003 zaangażował się w działalność polityczną w ramach Hiszpańskiej Socjalistycznej Partii Robotniczej (PSOE). Działał w samorządzie lokalnym, był członkiem władz gminy Guía de Isora. W latach 2015–2018 zasiadał w parlamencie Wysp Kanaryjskich. Od 2018 do 2019 pełnił funkcję dyrektora rządowej agencji turystycznej Turespaña. W wyborach z kwietnia 2019, listopada 2019 i 2023 uzyskiwał mandat posła do Kongresu Deputowanych. W parlamencie pełnił m.in. funkcję rzecznika frakcji socjalistycznej.
W marcu 2023 objął urząd ministra przemysłu, handlu i turystyki w drugim gabinecie Pedra Sáncheza; stanowisko to zajmował do listopada tego samego roku.